# Les Herbiers
Les Herbiers es una localidad y comuna francesa situada en el departamento francés de Vendée, siendo ésta una de las cinco mayores ciudades de la región. Es una villa en expansión constante, situada a los pies de un pequeño monte, llamado Le Mont des Alouettes, en el que hay varios molinos, uno de ellos abierto al público. La ciudad cuenta también con la Abadía de Notre Dame de la Grainetière, fundada en 1130 por monjes benedictinos. La región está atravesada por el río Grand Maine, afluente del Loira. Desde 1990 se encuentra hermanada con la ciudad española de Coria, Provincia de Cáceres.

## Demografía
| abs. | 1 150 | 2 047 | 2 371 | 2 925 | 2 664 | 3 171 | 3 377 | 3 365 | 3 500 | 3 597 | 3 681 | 3 562 | 3 608 | 3 726 | 3 797 | 3 571 | 3 7 | 3 884 | 3 907 | 3 834 | 3 780 | 3 832 | 3 729 | 3 988 | 4 429 | 4 916 | 9 050 | 10 599 | 12 049 | 13 413 | 13 932 | 14 893 |
| Para los censos de 1962 a 1999 la población legal corresponde a la población sin duplicidades (Fuente: INSEE [Consultar]) |       |       |       |       |       |       |       |       |       |       |       |       |       |       |       |       |     |       |       |       |       |       |       |       |       |       |       |        |        |        |        |        |